# Kosjerić
Kosjerić (in serbo Косјерић?) è una città e una municipalità del distretto di Zlatibor nella parte centro-occidentale della Serbia centrale.

## Sport

### Pallacanestro
La squadra principale della città è il KK Crnokosa Kosjerić.